# 초처로
초처로(Chocheo-ro)는 전북특별자치도 김제시 봉남면 에서 김제시 봉남면 을 잇는 도로이다

## 주요 경유지
전북특별자치도
- 김제시 (봉남면)

## 노선
| 이름       | 접속 노선                 | 소재지 | 소재지 | 비고 |
| ---------- | ------------------------- | ------ | ------ | ---- |
| (이름없음) | 지방도 제714호선 (봉황로) | 김제시 | 봉남면 |      |
| 종정교     |                           | 김제시 | 봉남면 |      |
| (이름없음) | 지방도 제736호선 (봉남로) | 김제시 | 봉남면 |      |

## 주요 시설및 건물
- 초처초등학교 (초처로 233/신응리 123)